# Loxley (Warwickshire)
Loxley – wieś w Anglii, w hrabstwie Warwickshire, w dystrykcie Stratford-on-Avon. Leży 13 km na południe od miasta Warwick i 127 km na północny zachód od Londynu.